# 鶯歌成發居
24°57′11″N 121°21′14″E / 24.953118°N 121.353928°E
鶯歌成發居位於新北市鶯歌區東鶯里，面對縱貫鐵路，是日治時期鶯歌望族陳發的居所，取其姓名諧音將其命名為「成發居」。

## 歷史

### 建立
成發居建於大正十年（1921年），為大正初年臺灣建築的代表作。原建築群巨大，為二層磚造四進建築，混合番仔樓樣式與巴洛克暨西洋歷史主義風格，且排列不對稱。正面以清水磚砌成拱廊式騎樓，立面五開間，上方具有鏤空的女兒牆，中央鑲嵌「成發居」匾額。
陳發（1863－1951），後改名陳綿發，人稱發伯。幼時失學，於桃園廳三角湧支廳樹林區石頭溪經營碾米與建材生意有成。大正六年（1917年）7月26日鶯歌石購買販賣利用信用組合成立，任監事:334。九年（1920年）10月1日鶯歌石購買販賣利用信用組合改稱鶯歌信用購買販賣利用組合，任專務理事:334、336，同日被任命為鶯歌庄協議會會員，11月25日辭去協議會會員:271。後因大漢溪氾濫，於十年（1921年）遷至臺北州海山郡鶯歌庄鶯歌興建成發居，持續經營其碾米廠與米店，4月27日由其子陳阿玉（1887－1957）繼任鶯歌庄協議會會員職務。昭和四年（1929年）1月12日陳阿玉被任命為鶯歌庄庄長，同時辭去庄協議會會員。八年（1933年）1月12日解職，:271、272改任鶯歌購買販賣利用信用組合長。:336

### 修復

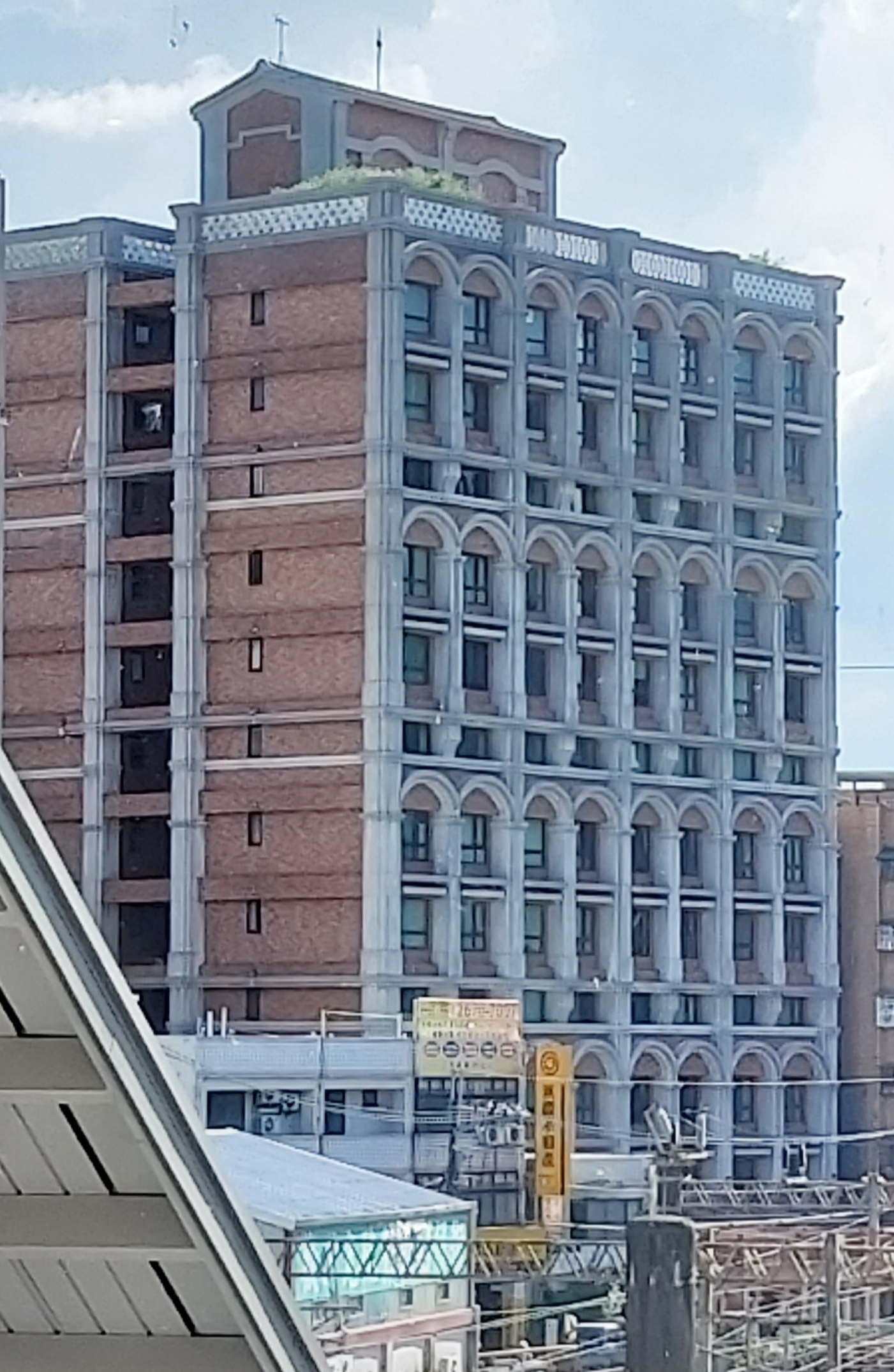
拆除改建後的成發居

成發居於2006年7月17日由臺北縣政府文化局公告為歷史建築，時已荒廢多年，除騎樓外的部分幾乎毀損不堪，保存不易。騎樓雜草叢生。第一進已改建為混凝土，並有多處龜裂。第二進以後則完全坍塌，無法進入。因原持有人無意保留，在產權售出後，成發居於2012年3月遭到拆除，僅保留騎樓部分。後經由新北市文化局指導，進行拆解修復工作。部分原有的舊磚頭毀損嚴重，無法重新利用，除以新磚頭代替外，也使用同時期的舊磚頭。廊柱內部以鋼材支撐，並設計導水管排出雨水，且增設無障礙設施。於2014年12月竣工。

## 附註
1. ↑  番仔樓又稱夷館，為清末華人對於洋人所建造的洋樓的稱呼，其中「番仔」指外國洋人或南洋土著。其多為二層磚石建築，且常設迴廊與陽台。[1]:184

1. 1 2 3 4 5 6 7  見鶯歌成發居解說牌。
2. ↑  見鶯歌成發居匾額。